# Rue de Lyon (Paris)
Pour les articles homonymes, voir Rue de Lyon.
La rue de Lyon est située dans le quartier des Quinze-Vingts du 12e arrondissement de Paris.

## Situation et accès
Elle débute place des Combattants-en-Afrique-du-Nord, située au carrefour qu'elle forme avec le boulevard Diderot, devant la gare de Lyon dont elle tire son nom, et se dirige vers la place de la Bastille en longeant l’opéra Bastille, après avoir croisé notamment l’avenue Ledru-Rollin et avoir été rejointe par l'avenue Daumesnil.

## Origine du nom
Cette rue prend son nom actuel en référence à la gare de Lyon.

## Historique

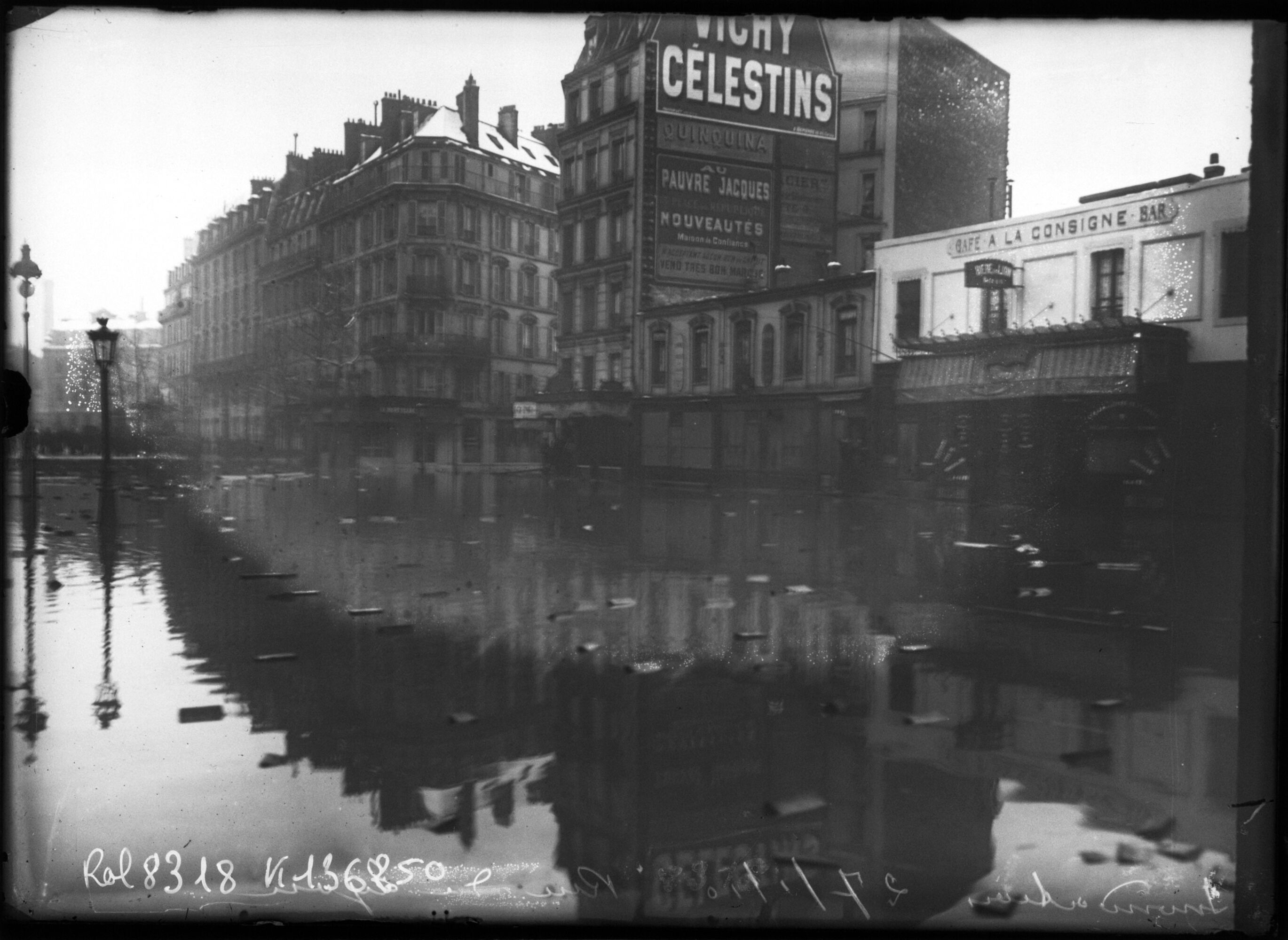
Crue de la Seine de 1910.

La ville s'engage auprès de la compagnie du chemin de fer de Paris à Lyon à faire établir à ses frais les abords de l'embarcadère de Lyon si celui-ci est établi boulevard Mazas (actuel boulevard Diderot), dont la création a été ordonnée en 1845.
Le 27 novembre 1847, une ordonnance royale décide donc d'ouvrir une rue entre la place de la Bastille et la nouvelle gare. L’endroit est peu urbanisé et est occupé, principalement, par des maraîchers. Cette rue prend dès l'origine son nom actuel. Sa création entraine la suppression de la rue Treilhard.
Le 13 avril 1918, durant la première Guerre mondiale, un obus lancé par la Grosse Bertha explose au no 15 rue de Lyon.

## Bâtiments remarquables et lieux de mémoire
La rue de Lyon est citée dans la chanson Ça c'est de la bagnole, chantée par Georgius.
- La rue de Lyon longe l'opéra Bastille et débouche sur la place de la Bastille et la colonne de Juillet.
- La Promenade plantée sur le viaduc des Arts.
- No 12 : rue de Lyon, cinéma UGC Lyon Bastille, anciennement UGC Gare de Lyon.
- No 75 : immeuble de l'îlot Biscornet.

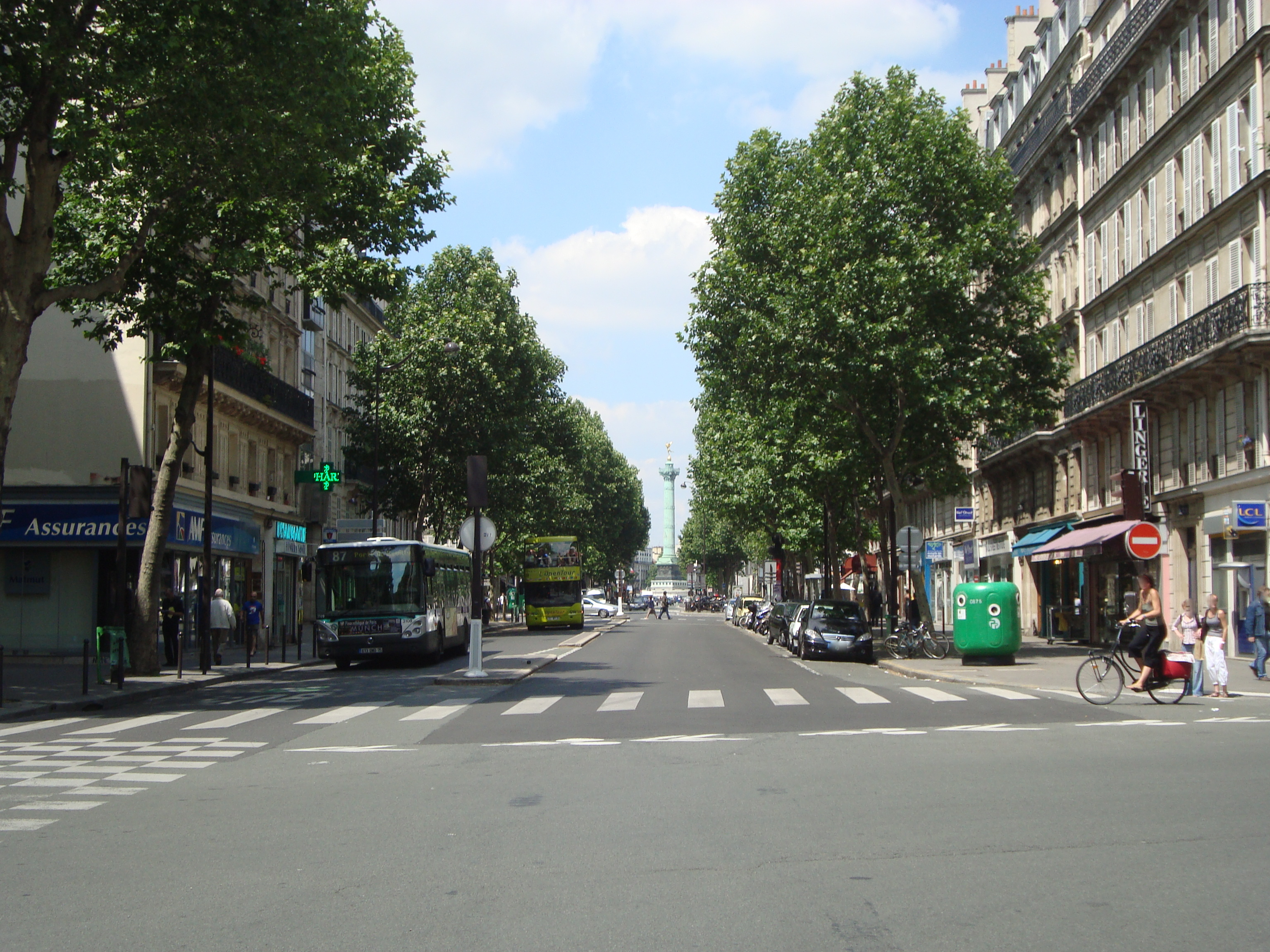
La rue de Lyon dans sa section nord avec la colonne de Juillet au loin.
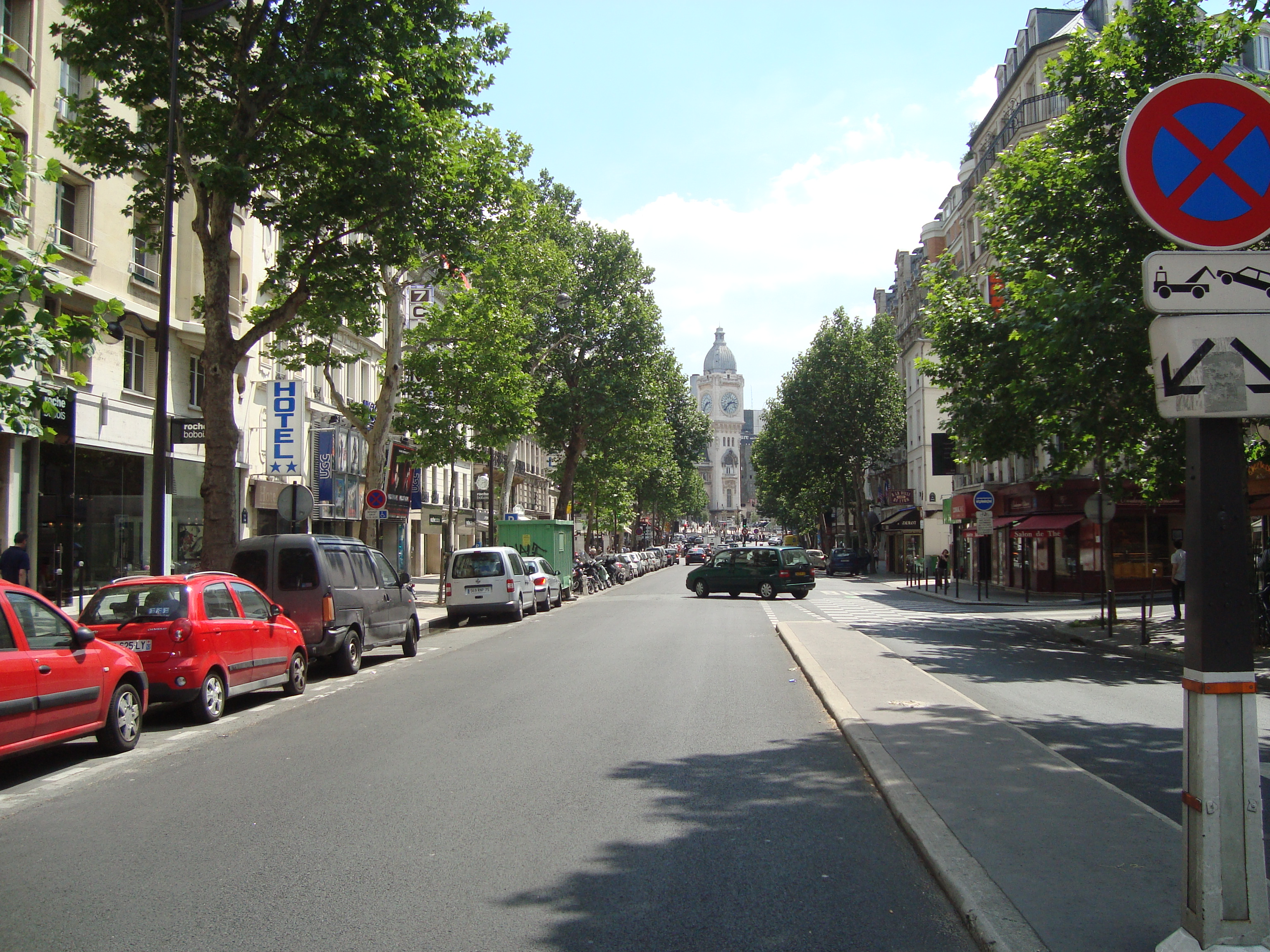
La rue dans sa section sud avec l'horloge de la gare de Lyon dans le lointain.